# Bornova Aziz Kocaoğlu Stadyumu
Bornova Aziz Kocaoğlu Stadyumu – stadion piłkarski w Izmirze, w Turcji. Został otwarty 8 października 2016 roku. Może pomieścić 9138 widzów.
Stadion powstał w latach 2013–2016 w gminie Bornova, w aglomeracji Izmiru. 1 października 2016 roku odbył się pierwszy mecz ligowy na nowym obiekcie (Göztepe SK – Elazığspor 1:1), choć oficjalna inauguracja miała miejsce nieco później, 8 października 2016 roku. Arenie nadano imię długoletniego burmistrza Izmiru, Aziza Kocaoğlu. Początkowo stadion mieścił ponad 6000 widzów. W 2017 roku dobudowano trybunę za północną bramką, co zwiększyło pojemność do ponad 9000 widzów. Do czasu otwarcia stadionu im. Gürsela Aksela (2020) oraz nowego stadionu Alsancak (2021) obiekt gościł spotkania najważniejszych klubów piłkarskich Izmiru (Göztepe SK, Altay SK i Altınordu FK).